# Kochabakhari
Kochabakhari (nep. कोचाबखारी) – gaun wikas samiti we wschodniej części Nepalu w strefie Sagarmatha w dystrykcie Saptari. Według nepalskiego spisu powszechnego z 2001 roku liczył on 1104 gospodarstw domowych i 5374 mieszkańców (2584 kobiet i 2790 mężczyzn).